# Gura Șuții
Gura Șuții è un comune della Romania di 5 380 abitanti, ubicato nel distretto di Dâmbovița, nella regione storica della Muntenia.
Il comune è formato dall'unione di 2 villaggi: Gura Șuții e Speriețeni.